# Srednje Laknice
Srednje Laknice so naselje v Občini Mokronog - Trebelno.